# بيرند كيب
بيرند كيب (بالألمانية: Bernd Kipp)‏ هو مدرب كرة قدم ولاعب كرة قدم ألماني، ولد في 12 أغسطس 1948 في بوير (ألمانيا) في ألمانيا. لعب مع فورتونا دوسلدورف.

## وصلات خارجية
- بيرند كيب على موقع قاعدة بيانات كرة القدم.إي يو (الإنجليزية)
- بيرند كيب على موقع بيانات كرة القدم. دي إي (الألمانية)
- بيرند كيب على موقع عالم كرة القدم.نت (الإنجليزية)